# Rhipidolestes lii
Rhipidolestes lii är en trollsländeart som beskrevs av Zhou 2003?. Rhipidolestes lii ingår i släktet Rhipidolestes och familjen Megapodagrionidae. Inga underarter finns listade i Catalogue of Life.